# Juarez Estevam Tavares
Juarez Estevam Xavier Tavares, als Autor auch bekannt als Juarez Tavares, (* 2. September 1942 in Curitiba) ist ein brasilianischer Jurist, der sich dem Gebiet des Strafrechts, der Kriminologie und der Rechtsphilosophie widmet.

## Leben
Juarez Estevam Xavier Tavares schloss sein Studium an der Bundesuniversität Paraná ab und besitzt einen Master- und Doktorgrad in Rechtswissenschaften der Bundesuniversität Rio de Janeiro und der Landesuniversität Rio de Janeiro. Sein Postdoktorat absolvierte er an der Universität Frankfurt am Main. Danach war er Gastprofessor in Buenos Aires, Frankfurt und Sevilla, ordentlicher Professor an der Landesuniversität Rio de Janeiro, emeritierter Professor an der Richterschule des Bundesstaates Rio de Janeiro und Ehrenprofessor an der Universität San Martin (Peru). Außerdem war er auch lange Zeit der Sub-Generalstaatsanwalt der Republik in Brasilien.
Auf der Grundlage kritischer Überlegungen, die er während seines gesamten akademischen Werdegangs anstellte, befreite er sich „von dogmatischen Bindungen“ und schrieb „unter der Perspektive, dass das Strafrecht, anstatt sich von Unglück und Leid zu nähren, als Instrument zum Schutz der Person vor dem Staat dienen sollte“, was ihm eine „kritische Überprüfung der Theorie des Verbrechens“ ermöglichte.

## Schriften (Auswahl)
- Die personale Rechtsgutslehre und die Kriminalpolitik in Brasilien. in Personale Rechtsgutslehre und Opferorientierung im Strafrecht. Peter Lang, Frankfurt am Main 2007, ISBN 978-3-631-56860-6.
- Strafrechtsreform in Brasilien: Überblick über die letzten Jahre. Juristische Zeitgeschichte, Jahrbuch, Band 9, Berliner Wissenschafts-Verlag, Berlin 2008, ISBN 978-3-8305-1592-0.
- Noch eine Bemerkung zur Unterlassung. Festschrift für Klaus Volk. Beck, München 2009, ISBN 978-3-406-58650-7.
- Bemerkungen zu einer funktionalen Kausalität. Festschrift für Winfried Hassemer. C. F Müller, Heidelberg 2010, ISBN 978-3-8114-7727-8.
- Handlungseinheit und Konkurrenz bei nicht zweckorientiertem Handeln. Festschrift für Claus Roxin. De Gruyter, Berlin 2011, ISBN 978-3-11-024010-8.
- Der Irrtum bei den Unterlassungsdelikten. Festschrift für Bernd Schünemann. De Gruyter, Berlin 2015, ISBN 978-3-11-031557-8.
- Die sogenannten Verantwortungsdelikte und das Amtsenthebungsverfahren in Brasilien. Festschrift für Ulfrid Neumann. C. F. Müller, Heidelberg 2017, ISBN 978-3-8114-3962-7.